# Ilan Sauter
Ilan Sauter (New York, 6 februari 2001) is een Zwitsers-Amerikaans voetballer die speelt als verdediger voor FC Zürich.

## Carrière
Sauter speelde in de jeugd van FC Maur en FC Zürich, voor die laatste maakte hij zijn profdebuut in 2019. Hij is Zwitsers jeugdinternational maar beschikt ook over de Amerikaanse nationaliteit.

## Statistieken
| Seizoen         | Club            | Land                 | Competitie       | Competitie | Competitie | Beker | Beker | Europees | Europees | Totaal | Totaal |
| Seizoen         | Club            | Land                 | Competitie       | Wed.       | Dlp.       | Wed.  | Dlp.  | Wed.     | Dlp.     | Wed.   | Dlp.   |
| --------------- | --------------- | -------------------- | ---------------- | ---------- | ---------- | ----- | ----- | -------- | -------- | ------ | ------ |
| 2019/20         | FC Zürich       | Vlag van Zwitserland | Super League     | 3          | 0          | 0     | 0     | ―        | ―        | 3      | 0      |
| 2020/21         | → FC Wil        | Vlag van Zwitserland | Challenge League | 25         | 0          | 1     | 0     | ―        | ―        | 26     | 0      |
| Carrière totaal | Carrière totaal | Carrière totaal      | Carrière totaal  | 28         | 0          | 1     | 0     | 0        | 0        | 29     | 0      |

1 Kostadinović ·
2 Kamberi ·
3 Guerrero ·
4 Omeragić ·
6 Aliti ·
7 Krasniqi ·
8 Janjičić ·
9 Ceesay ·
10 Marchesano ·
11 Koide ·
14 Buschman-Dormond ·
15 Aiyegun ·
16 Hornschuh ·
17 Reichmuth ·
18 Kramer ·
19 Boranijašević ·
20 Doumbia ·
21 Džemaili ·
22 Gnonto ·
23 Rohner ·
24 Ćorić ·
25 Brecher  ·
26 Khelifi ·
29 Pollero ·
31 Kryeziu ·
33 Seiler ·
34 De Nitti ·
36 Frei ·
39 Gogia ·
42 Wallner ·
78 Leitner ·
Coach: Breitenreiter